# Film Booking Offices of America

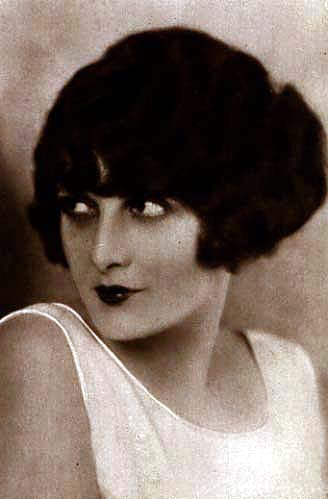
Evelyn Brent, einer der Stars des Unternehmens.

Die Film Booking Offices of America (FBO) (deutsch: „Filmbuchungsbüros Amerikas“; auch: FBO Pictures Corporation) waren ein amerikanisches Filmproduktionsunternehmen der Stummfilmzeit, das sich vor allem mit Low-Budget-Filmen beschäftigte. Das Unternehmen begann als amerikanische Zweigstelle einer britischen Außenhandelsfirma unter dem Namen Robertson-Cole (U.S.). Robertson-Cole produzierte seit 1920 eigene Filme und benannte sich 1922 in Film Booking Offices of America um. 1923 schloss das Studio einen Vertrag mit dem Western-Darsteller Fred Thomson, der bald zu einem der beliebtesten Stars Hollywoods wurde. Thomson war nur einer von zahlreichen Leinwand-Cowboys, die das Image von FBO prägten.
FBO, dessen Kerngeschäft in den amerikanischen Kleinstädten lag, produzierte auch viele romantische Melodramen, Actionfilme und heitere Kurzfilme. 1926 kaufte eine von Joseph P. Kennedy geführte Finanzgruppe das Unternehmen auf. Im Juni 1928 wurde FBO, das die RCA-Photophone-Technik verwendete, das zweite Hollywood-Filmstudio, das einen Tonfilm in Spielfilmlänge herausbrachte. Wenige Monate später arrangierten Kennedy und der RCA-Chef David Sarnoff einen Zusammenschluss, aus dem die RKO Pictures, eines der „Großen Fünf“ der Studiozeit Hollywoods, hervorgingen.

## Geschichte

### Robertson-Cole (bis 1922)
Das Unternehmen, aus dem später die FBO wurden, begann als amerikanische Niederlassung der britischen Außenhandels- und Filmvertriebsunternehmens Robertson-Cole. Die R-C Pictures, wie sie manchmal genannt wurden, hatten ihre Zentrale in New York City und begannen ihre Tätigkeit als Filmvertrieb. 1919 schloss sich das Unternehmen mit der Mutual-Tochter Exhibitors Mutual Distributing zusammen. Am 29. Mai 1920 brachte Robertson-Cole seinen ersten selbst produzierten Spielfilm heraus: The Wonder Man mit George Carpentier; Regie hatte John G. Adolfi geführt. Anschließend erwarb Robertson-Cole ein 5,5 Hektar großes Studiogelände im Colegrove-Bezirk von Los Angeles, der wenig später Hollywood eingemeindet wurde, und im Januar 1921 auch das Unternehmen Hallmark Pictures. Die erste Robertson-Cole-Produktion, die offiziell auf den neuen Studiogelände gedreht wurde, war der im Februar 1921 herausgebrachte Film The Mistress of Shenstone mit Pauline Frederick, inszeniert von Henry King. Im selben Jahr begannen die britischen Eigentümer des Studios eine Zusammenarbeit mit Joseph P. Kennedy. Kennedy, der Vater des späteren US-Präsidenten John F. Kennedy, war damals Broker bei Hayden, Stone & Co., besaß aber auch eine kleine Kinokette, die Maine–New Hampshire Theatres. Obwohl Kennedy die Geschäfte, die von ihm gewünscht wurden, zu diesem Zeitpunkt nicht zustande brachte, waren seine Beziehungen zu dem Studio damit längst noch nicht beendet.

### Unter neuem Namen (1922–1925)
1922 wurde Robertson-Cole umfassend reorganisiert. Die Gründer schieden aus, das Unternehmen blieb aber zum größten Teil unter britischer Kontrolle. Der Hauptgeschäftsbereich – der Filmvertrieb – erhielt den neuen Namen Film Booking Offices of America. Obwohl das kalifornische Studio seine Filme eine Zeitlang immer noch unter dem Namen Robertson-Cole produzierte, profilierte sich FBO als bald Markenname sowohl für den Vertrieb als auch für die Produktion. Geführt wurde das reorganisierte Unternehmen bis zum Oktober 1923 von Pat Powers, einem Geschäftsmann, der zuvor bereits eine der Produktionsfirmen gegründet und geleitet hatte, die 1912 in den Universal Studios aufgegangen waren. Powers benannte Robertson-Cole/FBO kurzzeitig in Powers Studio um, es gibt jedoch keinen Hinweis darauf, dass das Unternehmen unter diesem Namen jemals einen Film produziert oder herausgebracht hätte.
1923 brachte FBO eine Serie kurzer Boxsport-Filme mit George O’Hara heraus, Fighting Blood. O’Hara wurde eine der Hauptstützen von FBO und trat oft gemeinsam mit Alberta Vaughn auf, etwa in Komödienserien wie The Pacemakers (1925). Die meisten Filme, die FBO mit O’Hara und Vaughn produzierte, waren Two-Reelers mit einer Laufzeit von ca. 20 Minuten.
Joseph Kennedy, der inzwischen selbstständiger Geschäftsmann war, trat 1923 dem Aufsichtsrat von FBO bei. Eigentümer des Unternehmens war zu diesem Zeitpunkt die Londoner Investmentfirma Graham’s, und Powers Nachfolger wurde der Graham-Agent H. C. S. Thomson. Bevor Kennedy den Aufsichtsrat im darauf folgenden Jahr verließ, arrangierte er für FBO einen Vertrag mit dem populären amerikanischen Westerndarsteller Fred Thomson. 1924 wurde B. P. Fineman Produktionschef. Dessen Frau, Evelyn Brent, die bis dahin für 20th Century Fox gearbeitet hatte, wechselte ebenfalls zu FBO und wurde die bedeutendste Dramadarstellerin des Unternehmens. Im April 1925 unterzeichnete der Vice President von FBO, Joseph I. Schnitzer, mit Thomson einen neuen Vertrag und gewährte ihm 10.000 Dollar pro Woche. Thomson wurde damit der bestbezahlte Westerndarsteller des Landes und verdiente sogar noch mehr als Tom Mix. Thomson erhielt durch diesen Vertrag sogar eine eigene unabhängige Produktionseinheit innerhalb des Studios.
Die Filme, die FBO als Vertrieb betreute, waren zur Hälfte eigene, zur Hälfte fremde und ausländische Produktionen. In der Blütezeit des Geschäfts (1923–1928) brachte FBO durchschnittlich 110 Spiel- und Kurzfilme pro Jahr heraus. Die Kunden waren meist unabhängige Kinoketten sowie Veranstalter in kleinen Städten. Kinoketten, die im Besitz großer Studios wie z. B. der Paramount waren, bezogen ihre Filme von der eigenen Muttergesellschaft.
Im Produktionssektor konzentrierte sich FBO auf Low-Budget-Filme in den Bereichen Western, romantisches Melodrama und heiterer Kurzfilm. In den rund 8 Jahren seines Bestehens produzierte das Unternehmen insgesamt ca. 400 Filme, die alle entweder unter den Namen Robertson-Cole oder FBO Pictures herauskamen. Zwischen 1924 und 1926 produzierte FBO in einer Rubrik „Gothic Pictures“ eine Reihe von anspruchsvolleren Filmen. Seine ambitioniertesten Produktionen brachte das Studio unter dem Markenzeichen „Gold Bond“ heraus; diese Filme zielten auf eine Vorführung in bedeutenden Kinos, in denen FBO-Produktionen gewöhnlich nicht gezeigt wurden. Da FBO weder eine große Mutterfirma im Hintergrund hatte noch eine eigene Kinokette besaß, hatte das Unternehmen in den frühen Jahren große Liquiditätsprobleme und verlor durch kurzfristige, teure Kredite viel Geld.

### Joseph Kennedy (1925–1927)
Während seiner Zeit bei Hayden, Stone & Co. hatte Kennedy einmal bei einem Kollegen geprahlt: „Sieh dir diesen Haufen von Hosenbüglern an, die in Hollywood zu Millionären werden. Ich könnte ihnen das ganze Geschäft wegnehmen.“ 1925 begann er genau das zu versuchen und bildete eine Investorengruppe, die von dem reichen Bostoner Rechtsanwalt Guy Currier geführt wurde und auch den Kaufhausbesitzer Louis Kirstein und den Fleischfabrikanten Frederick H. Prince umfasste. Im August 1925 bot Kennedy für einen Mehrheitsanteil an FBO 1 Mio. Dollar. Sein Angebot wurde zunächst abgelehnt, im Februar 1926 entschlossen sich die Eigentümer jedoch, das Geld zu nehmen. Kennedy zog mit seiner Familie von Massachusetts nach New York City und konzentrierte sich auf sein neues Geschäft. Er löste zügig die Liquiditätsprobleme von FBO und richtete eine Cinema Credit Corporation ein.
Im März reiste Kennedy nach Hollywood. Der Präsident der Motion Picture Association of America, Will H. Hays, freute sich über das neue Gesicht in der Filmbranche; in seinen Augen verkörperte Kennedy sowohl ein wünschenswertes Image für die Filmindustrie als auch das Vertrauen der Wall Street in die Zukunft des amerikanischen Films. Hays pries Kennedy als „äußerst amerikanisch“ – Klartext (wie die Historikerin Cari Beauchamp erläutert hat): nicht, wie die Mehrzahl der Studiochefs, jüdisch – und feierte Kennedys „Hintergrund mit vornehmen und konservativen finanziellen Beziehungen, einer Atmosphäre von Zuhause und Familienleben und all den heimischen Tugenden, von denen das Publikum in den gegenwärtigen Nachrichten aus Hollywood nie hört“.
Sowohl Fineman als auch Brent verließen FBO. Kennedy setzte Edward King als Produktionschef ein, übernahm in dem Unternehmen aber auch selbst eine steuernde Funktion, und zwar sowohl künstlerisch als auch finanziell. Er beschwerte FBO damit bald Stabilität und machte daraus eines der zuverlässig profitabelsten, deren kleineren Unternehmen des Studiosystems von Hollywood. Western blieben neben Action- und Liebesfilmen die Hauptstütze des Studios; oder wie Kennedy es ausdrückte: „Melodrama ist unsere Substanz“. Die durchschnittlichen Produktionskosten von FBO-Spielfilmen betrugen etwa 50.000 Dollar, und nur wenige kosteten mehr als 75.000 Dollar. Zum Vergleich: bei Fox betrugen die Herstellungskosten 1927–28 durchschnittlich 190.000 Dollar; bei MGM betrugen sie 275.000 Dollar. Eine große Investition übernahm Kennedy persönlich: er nahm Fred Thomson, um den sich auch mehrere andere Studios bemühten, unter Vertrag und bot ihm dafür 15.000 Dollar pro Woche. Das war das höchste Gehalt, das in der Branche zu diesem Zeitpunkt für einen Vertragsdarsteller bezahlt wurde; ebenso viel erhielt sonst nur Tom Mix (Fox Film). Anfang 1927 schloss Kennedy einen Vertrag mit Paramount, die mit Thomson eine Serie von vier „Super-Western“ produzierte. Kennedy verdiente als Koproduzent daran mit und die Dreharbeiten fanden bei FBO statt. Drei dieser vier Filme, die 1927 in die Kinos kamen, wurden von FBO herausgebracht.

### Einführung des Tonfilms (1927–1929)
Mit der Einführung des Tonfilms schlug die Entwicklung des Studios eine neue Richtung ein: Ende 1927 begannen Verhandlungen mit der Rundfunkgesellschaft RCA, die die Tontechnik zur Verfügung stellen sollte; im Januar 1928 kaufte RCA schließlich große Teile von FBO auf. Im Rahmen eines Plans, den der RCA-Chef David Sarnoff entwickelt hatte, erwarb Kennedy im Mai 1928 die Kontrolle über die Theaterkette Keith-Albee-Orpheum (KAO) und über die Produktionseinrichtungen von Pathé-DeMille. Am 17. Juni 1928 brachte FBO seinen ersten Tonfilm heraus: The Perfect Crime, mit Clive Brook und Irene Rich; Regie hatte Bert Glennon geführt. FBO war damit nach Warner Bros. (Der Jazzsänger) das zweite amerikanische Filmstudio, das einen Tonfilm in die Kinos brachte. The Perfect Crime war zwar stumm gedreht, aber im Lichttonverfahren nachträglich synchronisiert worden; dieses Verfahren wurde damals als „synthetischer Ton“ bezeichnet. Am 22. August unterzeichnete Kennedy mit RCA einen Vertrag für Live-Aufnahmen im Photophonverfahren. Zwei Monate später erwarb RCA die Mehrheit der Unternehmensanteile sowohl von FBO als auch von KAO.
Am 23. Oktober 1928 kündigte RCA seinen Zusammenschluss mit FBO und KAO an, aus dem als neues Unternehmen RKO Pictures hervorging. Direktor wurde der RCA-Mann David Sarnoff. Kennedy behielt Pathé und erhielt als Gegenleistung für die Ermöglichung des Zusammenschlusses 150.000 Dollar; mehrere Millionen Dollar verdiente er später aus dem Verkauf der Aktien, die er von dem Unternehmen besaß. Kennedys bisherige Position übernahm Schnitzer. William LeBaron, der bei FBO zuletzt Produktionschef gewesen war, behielt diese Position auch nach dem Zusammenschluss. Die Mehrzahl der bisherigen Vertragsschauspieler wurde nach der Umstellung auf den Tonfilm aber entlassen. Filme, die FBO produziert oder als Vertrieb betreut hatte, wurden noch bis Ende 1929 als „FBO“-Filme herausgebracht. Die letzte offizielle FBO-Produktion, die in die amerikanischen Kinos gelangte, war am 1. Juli 1929 der von Louis King inszenierte Abenteuerfilm Pals of the Prarie mit Buzz Barton und Frank Rice.

## Mitarbeiter und Filme

### Stars und Publicity
Die meisten Filme, die FBO/Robertson-Cole in der Stummfilmzeit und in der Übergangszeit zum Tonfilm produziert hat, gelten heute als verschollen. Teilweise aus diesem Grund sind die Namen vieler FBO-Stars heute kaum noch bekannt. Eine bedeutende Hauptdarstellerin der Frühzeit von R-C war Pauline Frederick, und Evelyn Brent war der wertvollste Star außerhalb des Westerngenres. Andere prominente Darsteller waren Warner Baxter, Joe E. Brown und der junge Frankie Darro. In einigen der größeren Produktionen des Studios traten auch Anna Q. Nilsson, Olive Borden, und Douglas Fairbanks, Jr. auf. Führender Darsteller in Action- und Kriminalfilmen war Richard Talmadge. Er erschien in 18 Filmen, die von FBO herausgebracht wurden, mehr als die Hälfte davon hatte seine eigene Firma produziert. In einem Dutzend weiterer FBO-Actionfilme, in denen jedes Mal Harry Garson Regie führte, wirkte Maurice „Lefty“ Flynn mit; Garson hatte gleichfalls ein eigenes Produktionsunternehmen. Auch Ralph Lewis wirkte von 1920 bis 1928 in mehr als zehn R-C- und FBO-Filmen unterschiedlicher Genres mit.

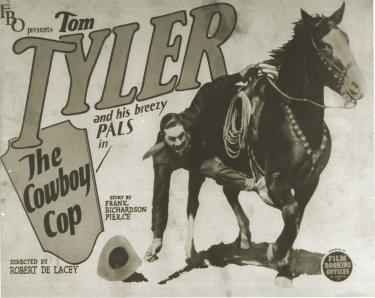
Hauptdarsteller des Films The Cowboy Cop (1926) war Tom Tyler. Tyler war der produktivste Westernstar von FBO und hat in 29 Filmen des Studios mitgewirkt.

Zentral für die Corporate Identity von FBO waren Western und der größte Westernstar des Studios, Fred Thomson. Sowohl 1926 als auch 1927 erschien Thomson in der Liste, die der Exhibitor’s Herald regelmäßig mit den Top-Stars des Jahres aufstellte, auf Platz zwei, gleich nach Tom Mix. Als Thomsons Studiovertrag Mitte der 1920er Jahre auslief, wechselte er zu Paramount, deren Studiogelände direkt nebenan lag. Der zweite große Westernstar, der lange Zeit für FBO arbeitete, war Tom Tyler. In der Moving Picture World war im Juni 1927 zu lesen: „Mit Tom Tyler, der schnell den von Fred Thomson kürzlich geräumten freien Platz eingenommen hat, erlangt das Westernprogramm von FBO einen Rang wie kein anderes in der Branche… Tyler ist während seiner zwei Jahre bei FBO schnell vorangekommen und ist mit seinem Pferd ‘Flash’ und seinem Dog ‘Beans’ einer der führenden Leinwandlieblinge geworden.“ 1928 wurde auch Tom Mix Vertragsdarsteller von FBO. Neben diesen drei großen Namen gab es Harry Carey, der ebenfalls ein bedeutender Star war und 1922/23 mehrere Filme mit FBO gemacht hatte. Weitere FBO-Cowboystars waren Bob Custer, Bob Steele und der junge Buzz Barton. Einer der zuverlässigsten Westerndarsteller des Studios war ein Hund: Ranger. Der legendäre Filmhund Strongheart spielte die Hauptrolle in dem FBO-Film White Fang (1925), und Rin Tin Tin hatte einen seiner ersten Auftritte in My Dad (1922).
Die von FBO in großer Zahl produzierten Kurzfilme – darunter die populären Serien mit George O’Hara und Alberta Vaughn – sind mehrheitlich in Vergessenheit geraten. Von besonderem filmhistorischen Interesse sind zwei unabhängig produzierte Serien von Slapstickkomödien, in denen bedeutende Darsteller mitgewirkt haben: FBO brachte 1924/25 mehrere von Joe Rock inszenierte Kurzfilme heraus, in denen Stan Laurel noch ohne seinen späteren Partner Oliver Hardy auftrat. 1926/27 brachte das Unternehmen mehr als ein Dutzend Kurzfilme mit dem erfinderischen Komiker und Cartoonkünstler Charles Bowers heraus.
In seiner Frühzeit hatte das Studio keine Bedenken, für seine Publicity auch Skandale nutzbar zu machen. Nachdem der berühmte Schauspieler und Liebhaberdarsteller Wallace Reid 1923 an den Folgen seiner Morphinsucht gestorben war, arbeitete seine Witwe, Dorothy Davenport als Produzentin und Darstellerin an einem Spielfilm zum Thema Drogenmissbrauch mit: Human Wreckage, von FBO im Juni 1923 herausgebracht, zeigte Davenport (angekündigt als Mrs. Wallace Reid) als Ehefrau eines Anwalts, der zum Drogengegner wird. Als der größte Kinostar der Zeit, Rudolph Valentino, sich von seiner Frau, Natacha Rambova, trennte, arbeitete sie kurze Zeit mit FBO und trat neben Clive Brook in dem Film When Love Grows Cold (übersetzt: „Wenn Liebe erkaltet“; 1925) auf.
Nachdem Kennedy die Kontrolle übernahm, bemühte sich das Studio, das seine Filme auch an Familien und den „durchschnittlichen Amerikaner“ absetzen wollte, um mehr Seriosität: „Wir können nicht Filme machen und sie als Filme ‘für Kinder’, ‘für Frauen’ oder ‘für Beleibte’ oder ‘für Dünne’ deklarieren. Wir müssen Filme machen, die ansprechend für alle sind.“ Obwohl Kennedy der Skandal-Publicity einen Riegel vorschob, bot FBO dem Publikum weiterhin auch ganz große Prominenz: so markiert der Film One Minute to Play (1926), inszeniert von Sam Wood, das Filmdebüt des Football-Stars Red Grange.

### Bedeutende Filme und Filmkünstler

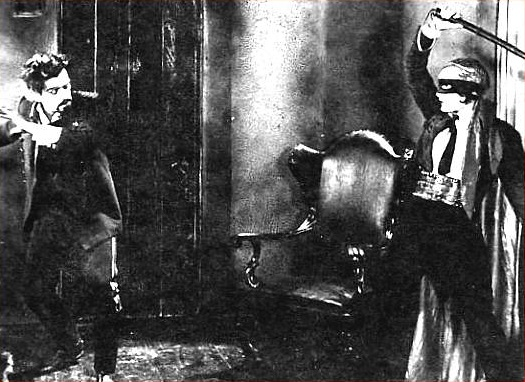
Evelyn Brent (rechts) in der Titelrolle des Films Lady Robin Hood (1925), inszeniert von Ralph Ince. Ihr Widersacher links ist Boris Karloff, der zwischen 1925 und 1927 in 6 FBO-Filmen auftrat.

Über den künstlerischen Rang seines Studios machte Kennedy sich keine Illusionen. Ein Journalist machte ihm einmal das Kompliment: „Sie hatten dieses Jahr einige gute Filme.“ Kennedy fragte scherzhaft: „Welche zum Teufel waren das?“ In ihrem Buch über RKO hat Betty Lasky auf den vor Kennedys Zeit entstandenen Film Broken Laws (1924, mit Dorothy Davenport, Regie: Roy William Neill) hingewiesen, der eine der seltenen anspruchsvolleren Produktionen von FBO gewesen sei.
Im Actiongenre stach ein Tarzan-Film aus dem Jahre 1927 hervor. Autor Edgar Rice Burroughs erklärte: „Wenn Sie die Verkörperung Tarzans so sehen wollen, wie ich ihn mir vorstelle, schauen Sie sich den Film Tarzan and the Golden Lion mit Mr. James Pierce an.“ Der Rezensent des Film Daily schrieb: „(Der Film) hat eine neue Größenordnung von Nervenkitzel und Atmosphäre, die sich als sehr attraktiv erweisen könnte“.
Der Zwei-Reeler West of Hot dog (1924) enthält, so die Einschätzung des Filmhistorikers Simon Louvish, „einen der besten von Stan [Laurel]s Gags“, auf einem filmischen Niveau, das mit Buster Keatons Klassiker Sherlock, jr. zu vergleichen sei.
Einige der eindrucksvollsten Filme, die das Studio herausbrachte, waren ausländische Produktionen. 1927 wählte FBO für den Vertrieb auf dem amerikanischen Markt einen österreichischen Monumentalfilm aus, der drei Jahre zuvor produziert worden war: Die Sklavenkönigin. Der Film hatte seinem Regisseur, Mihály Kertész, bereits zu einem Job bei Warner Bros. verholfen. In Hollywood nahm er den Namen Michael Curtiz an. Unter dem Titel The Charge of the Gauchos vertrieb FBO auch den erfolgreichsten Stummfilm in der Kinogeschichte Argentiniens, Una Nueva y gloriosa nación (1928).
Einer der Kameramänner des letztgenannten Films war Nicholas Musuraca. Er hatte seine Karriere bei FBO begonnen und wurde einer der angesehensten Vertreter seines Faches. Der bekannteste Regisseur, der regelmäßig für FBO arbeitete, war Ralph Ince, der jüngere Bruder des Filmpioniers Thomas H. Ince. In vier der 14 Filme, die er für FBO inszenierte, trat er als Darsteller auch selbst auch. Einer dieser vier Filme fand besondere Anerkennung: die New York Times beschrieb Chicago After Midnight (1928) als „eine ungewöhnlich gut gespielte und geschickt inszenierte Unterweltgeschichte“. Nach The Mistress of Shenstone inszenierte Henry King zwei weitere R-C-Filme mit Pauline Frederick, ebenfalls 1921: Salvage und The Sting of the Lash. Tod Browning inszenierte 1924 zwei Schauerfilme mit Evelyn Brent: The Dangerous Flirt und Silk Stocking Sal. Zwischen 1921 und 1924 inszenierte William Seiter für FBO ein halbes Dutzend Filme, die teils von FBO, teils unabhängig produziert waren. Von 1922 bis 1926 produzierte und inszenierte Emory Johnson für FBO mindestens acht Filme. Der Filmhistoriker William K. Everson bezeichnet Seiter und Johnson als zwei hochtalentierte Regisseure, die zu Unrecht meist übersehen worden seien. Die Drehbuchautorin Frances Marion, die in den 1930er Jahren zwei Oscars gewann, schrieb die Bücher zu zehn Filmen, in denen ihr Mann, Fred Thomson, auftrat. Der Filmeditor und spätere RKO-Manager Pandro S. Berman schnitt im Alter von 22 Jahren seinen ersten Film bei FBO. Auch der berühmte Kostümbildner Walter Plunkett erhielt seine Ausbildung bei FBO.
FBO vertrieb nicht nur Arbeiten von Charles Bowers, sondern auch andere bedeutende Animationsfilme. Von 1924 bis 1926 brachte das Unternehmen Filme aus dem Animationsstudio von John Randolph Bray in die Kinos, darunter die Dinky Doodle-Serie von Walter Lantz. Von 1925 bis 1927 brachte das Studio etwa drei Dutzend von William Nolan inszenierte Animationsfilme nach Zeitungscomics von George Herriman heraus, in denen Charaktere aus Herrimans berühmten Krazy-Kat-Comics auftraten. FBO übernahm diese Filme von dem Vertriebsteam Margaret J. Winkler und Charles Mintz. 1926 einigten FBO und Winkler-Mintz sich über eine weitere zwölfteilige Serie, die – wie Bowers’ Kurzfilme – Animation und Realfilm kombinierte: die von dem jungen Team Ub Iwerks und Walt Disney inszenierten Alice Comedies.